# Simon Schneider (Moderator)
Simon Schneider (* 1996 in Bad Neustadt an der Saale) ist ein deutscher Filmemacher und Moderator.

## Werdegang
Schneider machte 2015 Abitur und war ab 2016 beim Kinderkanal von ARD und ZDF tätig. Von 2017 bis 2021 studierte er Regie an der Internationalen Filmschule Köln und erstellte dort einige beachtete Kurzfilme, darunter True (2016), der den Publikumspreis cellu l’art beim Kurzfilmfestival Jena erhielt, und Wenn wir schon mal hier sind (2017), der beim Landshuter Kurzfilmfestival lief.
2022 präsentierte Schneider seinen Abschlussfilm Zeitpunkt X beim Filmfestival Max Ophüls Preis 2022, wo das Werk den Publikumspreis gewann. Der Film ist eine Satire über das Scheitern von Großbauprojekten und wurde u. a. auf Arte, dem Mitteldeutschen Rundfunk, dem RBB und auf Disney+ ausgestrahlt. 2023 gewann der Film auf dem Filmfest Bremen den Jurypreis für den besten mittellangen Film.
Seit 2023 studiert Schneider Filmregie am American Film Institute in Los Angeles. 2025 war er mit seinem Langspielfilm-Projekt "Der Stolz einer Mutter" beim Filmfestival Max Ophüls Preis für den Treatment-Development-Preis vom ZDF Das kleine Fernsehspiel nominiert.

## Kurzfilme
- 2016: True (Regie, Drehbuch, Produktion)
- 2017: Wenn wir schon mal hier sind (Regie und Drehbuch)
- 2019: Im Meer der Stille (Regie und Drehbuch)
- 2019: Ich bin bei dir (Regie)
- 2021: Zeitpunkt X (Regie und Drehbuch)

## Auszeichnungen und Nominierungen
- 2020: New Directors New Films Festival (FEST): Fest Award[9]
- 2022: Max Ophüls Preis: Publikumspreis Bester Kurzfilm
- 2022: Max Ophüls Preis: Nominierung – Bester Kurzfilm
- 2022: Eat My Shorts – Hagener Kurzfilmfestival: 3. Platz